# 카타리나 M. 슈베르트
카타리나 M. 슈베르트(Katharina Marie Schubert, 1977년 1월 22일 ~ )는 독일의 배우, 영화배우이다.
기프호른에서 태어났다.

## 영화
- 슈거 샌드 (2017년)
- 비네토우스 선 (2015년)
- 내 말대로 해줘 (2009년) - 로라 역
- 평온한 시절 (2008년)
- 부덴브루크가의 사람들 (2008년)